# Mégevette
Mégevette är en kommun i departementet Haute-Savoie i regionen Auvergne-Rhône-Alpes i sydöstra Frankrike. Kommunen ligger i kantonen Saint-Jeoire som tillhör arrondissementet Bonneville. År 2022 hade Mégevette 606 invånare.

## Befolkningsutveckling
Antalet invånare i kommunen Mégevette
| Referens: INSEE |